# PC na TV
PC na TV foi um programa de televisão brasileiro exibido pela MTV e apresentado por PC Siqueira. O programa teve sua primeira exibição em 17 de março de 2011. PC na TV teve direção de Breno Gonçalves, Daruel Seidl e Felipe Alfieri, tem como editor Marcos Vinícios, como coordenador de produção André Mineiro, como supervisor Roberto Ortega. O programa ainda contava com uma coluna da jornalista Gaía Passarelli.

## História
O programa estreou em 17 de março de 2011, apresentado pelo vlogueiro PC Siqueira. Houve um período de três semanas em que o apresentador fez uma parceria com o humorista Marcelo Adnet na gravação do clipe "Vlogger Sensual", desenhado pelo desenhista Levi Gome, que foi ao ar em 14 de julho do mesmo ano. Houve também uma série de matérias chamadas "PC on the Road", em que viajou até Poços de Caldas, em Minas Gerais, para gravar uma matéria sobre supostos acontecimentos sobrenaturais em um hotel antigo. E no dia 6 de outubro de 2011, PC viajou até o México para gravar o evento "MTV Game Awards".
O programa foi cancelado juntamente com outras programas da MTV Brasil devido a uma crise na emissora.

## Quadros
- Pergunte ao PC - Quadro onde os internautas podem mandar perguntas onde ele responde de forma inusitada.
- Enquete da Semana - Quadro onde entra-se no blog do PC na TV no site da MTV Brasil onde você responde algo sobre um dos assuntos que ele falou no programa.
- O Povo Contra PC - A produção do programa vai às ruas atrás de opiniões das pessoas sobre algum assunto polêmico que está em pauta.
- O Melhor dos Piores Vídeos do dia - É um quadro onde o PC apresenta e comenta os piores dos melhores vídeos do dia na internet.
- Mande seu Objeto - Quadro onde o PC recebe presentes inesperados dos telespectadores e abre só durante a gravação.